# (You're So Square) Baby I Don't Care
(You're So Square) Baby I Don't Care è una canzone scritta nel 1957 da Jerry Leiber e Mike Stoller. Questo brano è diventato famoso per le versioni di Elvis Presley e Buddy Holly. La versione di Elvis è stata pubblicata nell'EP Jailhouse Rock, raggiungendo il 14º posto della classifica Top R&B/Hip-Hop Singles: 1942-2004. La versione di Buddy Holly è apparsa su molti dei suoi Greatest Hits.

## Lista incompleta degli artisti che hanno eseguito la cover di questa canzone
- Elvis Presley
- Buddy Holly
- Cliff Richard
- The Beatles
- Led Zeppelin
- Joni Mitchell
- Joey Figgiani
- Bobby Fuller
- Mike Henderson
- Bill Hurley
- Don McLean
- Scotty Moore
- The Professionals
- Queen
- Brian Setzer
- Rodney Scott
- Brian Setzer & The Tom Cats
- Bobby Vee
- Bryan Ferry
- The Primitives
- Johnny Hallyday; French version, recorded 1961 titled "Sentimental"
- Cee Lo Green